# Championnats d'Afrique de taekwondo 1998
Navigation
Édition précédente Édition suivante
Les Championnats d'Afrique de taekwondo 1998 se déroulent à Nairobi (Kenya) le 9 août 1998. 

## Médaillés

### Hommes
| Épreuves | Or                       | Argent                | Bronze                                              |
| -------- | ------------------------ | --------------------- | --------------------------------------------------- |
| - 54 kg  | Timothy Malele (KEN)     | Mamadou Ndongo (SEN)  | Matephane Nkopâ (LES) M. Amao (CIV)                 |
| - 58 kg  | Patric Ronnie (UGA)      | Willis Odhlambo (KEN) | M. Fofana (CIV) Thuso Thipane (LES)                 |
| - 62 kg  | Maiketso Komane (LES)    | Coalins Wamboko (KEN) | Ramatsia Lonina Amary (MAD) Y. Kagnomou (CIV)       |
| - 67 kg  | Poloko Ntulo (LES)       | M. Bohe (CIV)         | Charles Golondi (KEN) Pharlin Dimbiheriniaina (MAD) |
| - 72 kg  | Robert Nganga (KEN)      | Teboho Mzini (LES)    | Ronnie Iloya (UGA) Koukouauou (CIV)                 |
| - 78 kg  | Tiemo Birahim Kote (SEN) | Ernest Muranga (KEN)  | J. D. Ettien (CIV) Jane Malimbabe (LES)             |
| - 84 kg  | Mokete Mokhosi (LES)     | Martin Kamau (KEN)    | K. K. Gnapi (CIV) Martin Smiy (COM)                 |
| + 84 kg  | Donald Ravenscroft (RSA) | Hastings Ngala (KEN)  | Lebuajoans Mphoso (LES)                             |

### Femmes
| Épreuves | Or                          | Argent               | Bronze                                 |
| -------- | --------------------------- | -------------------- | -------------------------------------- |
| - 47 kg  | Mary Lemphane (LES)         | Judy Mwihaki (KEN)   | Beatrice Ngeso (KEN) Doroth Aoko (COM) |
| - 51 kg  | Likeleli Alina Thamae (LES) | Rose Naunge (KEN)    | Loza Maléombho (CIV) Lee Hye-Mi (RSA)  |
| - 55 kg  | Selina Njeri Wamaitha (KEN) | Makuena Thamae (LES) | J. Judith (KEN)                        |
| - 59 kg  | Lydia Thamae (LES)          | Nancy Karanja (KEN)  | Mia Emmet (RSA) M. Miriam (UGA)        |
| - 63 kg  | Mojabeng Ralikonyana (LES)  | Dora Mwakio (KEN)    | R. Mbiti (UGA) F. Mahmoud (CIV)        |
| - 67 kg  | Puleng Lala (LES)           | Jane Ergai (KEN)     | C. Invoka (CIV)                        |
| - 72 kg  | Janet Oklal (KEN)           | Mamello Nthimo (LES) | -                                      |
| + 72 kg  | Mosa Mputsoe (LES)          | Nadia Jonker (RSA)   | Saida Wambui (KEN)                     |